# Долматовское сельское поселение (Костромская область)
Долматовское сельское поселение — упразднённое в 2010 году муниципальное образование в Судиславском районе Костромской области.
Административный центр — деревня Кобякино.

## География
Поселение расположено в 10 км от федеральной автодороги, в 35 км от поселка Судиславль и в 35 км от Костромы.

## Населённые пункты
В состав сельского поселения входят 12 населённых пунктов:
- деревня Кобякино
- деревня Анисимово
- деревня Бярьково
- деревня Долматово
- деревня Жиравлево
- деревня Косково
- деревня Леонтьево
- деревня Мартемьяново
- деревня Покотское
- деревня Савинское
- деревня Фелисово
- деревня Юрново

## Бывшие населённые пункты
На территории поселения раньше располагались населённые пункты:
- село Аристово
- деревня Убебино
- деревня Заболотье
- село Спас-Подлесье
- село Шишкино
- усадьба Нащокиных

## Экономика и социальная сфера
На территории поселения находятся общеобразовательная школа, детский сад, сельский дом культуры, фельдшерско-акушерский пункт, отделение почтовой связи.
Производственная сфера представлена сельхозпредприятием ЗАО «Дружба», производящим молоко и мясо.